# 1712 у науці

## Астрономія
- Ісаак Ньютон та Едмонд Галлей без згоди автора й без посилання на нього опублікували працю  Historia Coelestis Джона Флемстида.

## Математика
- Опубліковано (посмертно) відкриття Секі Такакадзу того, що отримало назву чисел Бернуллі.
- Джакомо Ф Маралді  експериментально виміряв кут ромбододекаедра.

## Техніка
- Томас Ньюкомен побудував і запустив у дію парову машину Ньюкомена,  призначену для відкачування води з шахти[1].

## Інституції
- 16 січня в Санкт-Петербурзі  відкрилося інженерне училище, що стало  Військово-космічною академією імені Можайського.